# هنا شرومووا
 هنا شرومووا (انگلیسی: Hana Šromová؛ زادهٔ ۱۰ آوریل ۱۹۷۸) یک تنیس‌باز اهل جمهوری چک است. 